# Bamban
Bamban è una municipalità di terza classe delle Filippine, situata nella Provincia di Tarlac, nella Regione di Luzon Centrale.
Bamban è formata da 15 baranggay:
- Anupul
- Banaba
- Bangcu
- Culubasa
- Dela Cruz
- La Paz
- Lourdes
- Malonzo
- San Nicolas (Pob.)
- San Pedro
- San Rafael
- San Roque
- San Vicente
- Santo Niño
- Virgen de los Remedios (Pacalcal)